# 楊日禮
楊日禮（越南语：／?，？—1370年），原名陳日禮，《明史》作陳日熞，是越南陳朝時期的一個皇帝，1369年至1370年在位。
1369年，陳裕宗臨終前，詔令恭肅王陳元昱的兒子楊日禮即位。《大越史記全書》則指控日禮是是優伶楊姜的兒子，根本沒有陳氏血統。即位第二年，陳朝宗室合力推翻了日禮，擁立陳藝宗為帝，藝宗廢日禮為昏德公（越南语：／），並將他殺死。

## 背景
根據《大越史記全書》記載，楊日禮是優伶楊姜的兒子。楊日禮的母親懷孕之後，恭肅王陳元昱「悅其艷色而納之，及生，以為己子」。於是楊日禮姓了陳，被恭肅王當作自己的兒子在宮中撫養。
1369年，陳裕宗病危，沒有兒子。裕宗指定日禮為嗣君。群臣極力反對，因為這使陳朝的皇統斷絕，為外姓所據。這一荒唐的舉動也為後世的史官所猛烈抨擊。陰曆五月廿五日（西曆六月二十九日），也就是陳裕宗逝世後的二十天后，憲慈皇太后不顧群臣反對，堅持讓楊日禮入宮即位。根據《大越史記全書》記載，憲慈皇太后認為恭肅王陳元昱是陳明宗的嫡長子，卻沒能繼承皇位；陳日禮是陳元昱的兒子，所以繼承皇位是理所當然的事。

## 即位和被殺
六月十五日（明洪武二年）即位，日禮改元大定，尊恭肅王陳元昱為皇太伯，立恭定王陳暊的一個女兒陳氏為皇后。即位不足半年，日禮於十二月十四日即下令毒殺（潛鴆）憲慈皇太后。
楊日禮與其前任君主陳裕宗一樣，同樣是不理政事、成天享樂的昏庸君主。他甚至想要改回原姓楊。這使宗室、百官都相當失望。
大定二年九月，太宰陳元晫父子，以及陳明宗女天寧公主的兩個兒子發動政變，率宗室入城，進入宮中，欲誅楊日禮。楊日禮越牆逃出宮殿，躲於新橋下，得免一死。天明後，楊日禮率兵入宮，四處抓捕主謀者。陳元晫、陳元偰等十八人被殺害。身為岳父的陳暊事先獲悉大難臨頭，出奔沱江鎮，倖免於難。一個月後，陳暊與弟弟恭宣王陳曔、天寧公主等人，於清化府起兵討伐楊日禮。十一月，陳暊即位，是為陳藝宗，遙廢日禮為昏德公。不久陳藝宗兵至都城，楊日禮聽從了大臣陳吾郎的勸告，向陳藝宗投降。陳藝宗下令將楊日禮與其子楊柳亂棍打死，葬於大蒙山。

## 歷史記載
由於後世的越南史官都不承認楊日禮的帝位，認為他是陳朝的一個篡位者，而他在位時間雖然橫跨兩年，但並沒有整個年份都在他的管治之下。因此，在《大越史記全書》的記載沒有為他的事跡單獨列為本紀，而是把六月即位後半年發的事附於《陳裕宗本紀》之後，而之後十個月發生的事則附於《陳藝宗本紀》之前。

## 外部連結
| 昏德公楊日禮  |                        |               |
| 前任： 陳裕宗 | 大越皇帝 1369年—1370年 | 繼任： 陳藝宗 |